# Čierťaž (Bukovské vrchy)
Čierťaž (polsky Czerteż, 1071 m n. m.) je hora v Bukovských vrších na slovensko-polské státní hranici. Nachází se v pohraničním hřebeni mezi vrcholy Borsuk (991 m) na západě a Hrúbky (1186 m) na východě. Jižním směrem vybíhá z hory rozsocha, která se dělí na dvě větve: jihozápadní, která je zakončena vrcholem Kýčera (857 m), a jihovýchodní, která se táhne přes vrcholy Príkry (952 m), Temný vršok (838 m) a Packova Kýčera (872 m) až na ukrajinské území. Vrcholem hory prochází hranice mezi polským NP Bieszczady a slovenským NP Poloniny. Na slovenské straně se rozkládá NPR Stužica, která na vrcholu plynule přechází v přírodní rezervaci Borsukov vrch.

## Přístup
- po červené  značce z vrcholu Kremenec
- po červené  značce z vrcholu Jarabá skala
- po zelené  značce z obce Nová Sedlica